# Facultad de Ingeniería (UDEFA)
La facultad de Ingeniería de la Universidad de Falcón es una de las cuatro facultades de la universidad. Fue fundada en el 2005. Se encuentra en el campus de la universidad, Avenida Ollarvides de la ciudad de Punto Fijo. Posee 2 carreras de pregrado. 

## Escuelas y carreras
Actualmente UDEFA ofrece carreras de Ingeniería Electrónica con opciones de Automatización Industrial (Control de Procesos) y Telecomunicaciones.
Estas áreas son de gran impacto en el mundo actual debido a la gran demanda del crecimiento tecnológico de la automatización digital de los procesos industriales, telecomunicaciones, informática y la robótica. 
Adicionalmente se ofrece la carrera innovadora de Ingeniería Ambiental caracterizada por el uso y transformación masiva de recursos naturales para un desarrollo ambiental sustentable dentro del marco conservacionista del medio ambiente.
El profesional egresado de los programas de Ingeniería Electrónica y Ambiental de la UDEFA tendrá una alta formación integral como un profesional de amplios y sólidos conocimientos técnico-científicos en las áreas de su preferencia, con un espíritu basado en el compromiso social y humanístico con gran sentido ético y dispuesto a continuar a complementar sus conocimientos hacia un mejoramiento continuo de la calidad de vida de nuestra sociedad y del entorno ambiental.
- Escuela de Ingeniería Electrónicaː Ingeniería Electrónica mencionesː Automatización, control y Telecomunicaciones
- Escuela de Ingeniería Ambientalː Ingeniería Ambiental

## Laboratorios
Uno de los retos más importantes para el logro del perfil deseado en los estudiantes de la Universidad de Falcón, es desarrollar un concepto de enseñanza aprendizaje experimental consecuente con la misión de la universidad.
UDEFA cuenta con una infraestructura de Laboratorios basados en las Normas Internacionales inherentes a la ergonomía y estándares para la ejecución de las diferentes prácticas de acuerdo a las exigencias de las unidades curriculares de las asignaturas de Ingeniería Electrónica y Ambiental.
En tal sentido, la Facultad de Ingeniería ha hecho un esfuerzo en proveer todo el equipamiento requerido para la ejecución de las diferentes prácticas y experimentos basados en la tecnología de punta y con una vigencia actual. En estos momentos UDEFA cuenta con dos Laboratorios de Electrónica (menciones: Automatización Industrial / Telemática), uno de Física, uno de Ingeniería Ambiental integrado por áreas de Biología, Química (Inorgánica / Orgánica), Edafología e Hidrología, uno de sistemas y diseño, y uno de informática.
Actualmente la mayoría de los equipos de los Laboratorios están siendo actualizados incorporando interfases con red de computadoras a fin de monitorear, registrar y controlar las diferentes variables que intervienen en las diferentes prácticas y experimentos para una mejor interpretación analítica por parte del estudiante.